# باشگاه فوتبال سومقاییت
باشگاه فوتبال سومقاییت (به ترکی آذربایجانی: Sumqayıt Futbol Klubu) از باشگاه‌های فوتبال آذربایجانی است که در سال ۲۰۱۰ در شهر سومقاییت از توابع شهرستان آب‌شوران تأسیس شده‌است. 
هم‌اکنون در لیگ برتر فوتبال جمهوری آذربایجان بازی می‌کند ورزشگاه کاپیتال بانک آره‌نا محل انجام بازی‌های خانگی این تیم است.

## عملکرد باشگاه فوتبال سومقاییت
| فصل     | لیگ | عنوان        | بازی         | برد          | مساوی        | باخت         | گل زده       | گل خورده     | امتیاز       | جام حذفی   |
| ------- | --- | ------------ | ------------ | ------------ | ------------ | ------------ | ------------ | ------------ | ------------ | ---------- |
| ۲۰۱۰–۱۱ | 2nd | ۷            | ۲۶           | ۱۳           | ۵            | ۸            | ۳۴           | ۲۶           | ۴۴           | حضور نداشت |
| ۲۰۱۱–۱۲ | 1st | ۱۲           | ۳۲           | ۶            | ۶            | ۲۰           | ۲۷           | ۵۲           | ۲۴           | دور اول    |
| ۲۰۱۲–۱۳ | 1st | در حال انجام | در حال انجام | در حال انجام | در حال انجام | در حال انجام | در حال انجام | در حال انجام | در حال انجام | دور دوم    |